# WSOセンター
WSOセンターは、日本の学校に合わない子ども、特に不登校生や高校を中退した人を、海外の学校に紹介し、留学支援を勧める民間団体である。運営会社はWSO株式会社。

## 沿革
1993年設立。活動の開始は代表の平井啓一の子どもが不登校であり、その子どもをイギリスに留学させたところ、不登校から再起したことである。
学習塾を営んでいた平井は自分の経験を手記にして発表した。
これ以降、多くの不登校の相談を受けるようになり、不登校生の留学をサポートする体制を確立し、事業化した。
留学先はイギリス、ニュージーランド、オーストラリア、アメリカ合衆国の4カ国を紹介し、現地事務所には日本人スタッフが常駐し生徒のサポートをしている。
これまで1500人以上の生徒のサポートを行っている。例年100名以上の新規生徒を海外に送り出している。

## 事業内容
- 日本の不登校・中退の中学・高校生を英語圏の国へ留学紹介している。
- 留学した中学生・高校生の現地の生活サポート、教育・進学をサポートする。
- 海外の高校を卒業した後の進路指導、帰国生入試対策の受験指導をしている。